# Sabbiolino
Sabbiolino (Sandmännchen /ˈzantˌmɛnçən/, "omino della sabbia") è una serie televisiva animata serale trasmessa dalla televisione della Repubblica Democratica Tedesca dedicata ai bambini. La figura del protagonista è basata sull'antica figura letteraria dell'omino del sonno (Sandmann), della quale esistono note versioni degli scrittori E.T.A. Hoffmann e Hans Christian Andersen; il personaggio è un piccolo ometto con un pizzetto bianco e un berretto a punta e deve invogliare i bambini ad andare a letto per dormire, spargendo alla fine di ogni puntata la sua sabbia dei sogni.
Originariamente venne ideato in Germania Ovest ma non ebbe successo mentre la versione ideata dalla televisione di stato della RDT divenne una vera e propria icona culturale della Germania dell'Est tanto che nel 1978 un suo bambolotto venne portato in viaggio durante la prima missione spaziale tedesco-orientale e divenendo un vero e proprio simbolo della Germania dell'Est.

## Storia
L'idea di una serie televisive incentrata sul personaggio dell'uomo della sabbia fu della dottoressa tedesca occidentale Ilse Obrig del Sender Freies Berlin. Insieme alla creatrice di marionette e scrittrice Johanna Schüppel, Ilse Obrig ideò un pupazzo molto semplice ma, pochi giorni prima del Saluto di Sabbiolino ai bimbi del 1º dicembre 1959, l'emittente televisiva di stato della Germania dell'Est, la Deutscher Fernsehfunk, trasmise il 22 novembre 1959 "Il nostro Sabbiolino"; gli autori televisivi di Berlino est, nel quartiere Adlershof, coordinati da Walter Heynowsky, avevano saputo della produzione e produssero una loro versione dell'idea di Sabbiolino. Lo scenografo e costumista Gerhard Behrendt, che in quel periodo lavorava sui cartoni animati, dovette preparare in due settimane la figura di Sabbiolino che gli era stata commissionata. Harald Serowsky ideò le scene e i numerosi veicoli. La prima puntata terminava con il personaggio che, dopo aver svolto il suo lavoro, si addormentava a un angolo di strada. La trasmissione di questa scena - era la fine di novembre e il freddo già pungente - determinò le proteste dei genitori mentre i bambini mandarono molte lettere a Sabbiolino, in cui gli offrivano il loro letto.
Nell'estate del 1960 la versione del personaggio giunse alla sua forma definitiva con la barba che ne divenne una caratteristica tipica. Nel periodo successivo vennero prodotte altre puntate dal contenuto molto vario con scene di vita quotidiana, viaggi in paesi remoti e nello spazio (tra l'altro Sabbiolino viaggiò con una capsula Lunochod sulla luna), scene fiabesche, ma anche talune con un forte contenuto politico come ad esempio una visita di Sabbiolino alla Nationale Volksarmee o alle truppe di confine sull'Oder e sulla Neiße.
Nei filmati che venivano inseriti nella cornice narrativa apparivano numerosi personaggi, i quali divennero figure di culto: Pittiplatsch, un coboldo, Schnatterinchen, un'anatra, Moppi, un cane, il signor Volpe e la signora Gazza, e poi anche Plumps, un folletto d'acqua e il pulcino. Altre figure erano inoltre Meister Briefmarke (Mastro Francobollo) e la signora Puppendoktor Pille (Pillola del dottore delle bambole). Molte di queste figure apparivano anche in altre trasmissioni per bambini della televisione della Germania dell'Est, come ad esempio nel programma "In visita nel paese delle favole".
Nel 1990, nel corso della Wende (la Svolta) il personaggio venne sospeso, ma dopo poco tempo trasmesso di nuovo per le proteste dei genitori. Dopo la Wende, anche quando il DFF cessò la sua attività, il saluto serale venne comunque lasciato per gli spettatori.
La versione occidentale invece scomparve, prodotta in dieci versioni dalle diverse stazioni radiofoniche della ARD, la quale non si era mai veramente affermata.
Anche in seguito furono prodotti episodi di Sabbiolino e attualmente vengono trasmessi da MDR, dal RBB e da KiKA.

## Impatto culturale
- Nel 1978 Sigmund Jähn, il primo cosmonauta tedesco a volare nello spazio, ne portò uno con sé. Il suo collega sovietico aveva invece portato la protagonista delle animazioni russe, Mascha, e fu perciò spontaneo per i due cosmonauti celebrare un matrimonio tra bambole nella stazione spaziale. I dirigenti della televisione della RDT osservarono inorriditi che Sabbiolino non avrebbe dovuto avere una moglie.[4]
- Dopo la Wende, il personaggio divenne, per la sua popolarità, un testimonial dell'ondata di Ostalgie - nostalgia di alcuni aspetti caratteristici della vita nella ex RDT. Oggi esistono molti prodotti commerciali basati su di lui anche se alcuni erano presenti già nella RDT e molte aziende della Germania dell'Est pubblicizzano una loro versione del personaggio.
- Il personaggio, come simbolo dell'Est, compare nel film Good Bye, Lenin! dove vengono tra l'altro riproposte le scene del 'matrimonio nello spazio' con la bambola Mascha.
- Il verso iniziale del brano Mein Herz brennt della band tedesca Rammstein (Nun, liebe Kinder, gebt fein Acht. Ich habe euch etwas mitgebracht ovvero 'Ora, cari bambini, fate attenzione. Ho portato qualcosa per voi') è ripreso dalla melodia del Sabbiolino che veniva trasmesso in Germania Ovest.
- Il personaggio dell'Est è protagonista del saggio-pop La Repubblica di Sabbiolino - DDR... ma non troppo!, pubblicato in Italia nel 2020.[7].
- Il personaggio di Sabbiolino compare nel primo episodio della serie Netflix Kleo (2022).